# Cryptopelta tecta
Cryptopelta tecta är en ormstjärneart som beskrevs av Jean Baptiste François René Koehler 1922. Cryptopelta tecta ingår i släktet Cryptopelta och familjen Ophiodermatidae. Inga underarter finns listade i Catalogue of Life.